# Notomulciber decemmaculatus
Notomulciber decemmaculatus är en skalbaggsart som beskrevs av Stefan von Breuning 1942. Notomulciber decemmaculatus ingår i släktet Notomulciber och familjen långhorningar. Inga underarter finns listade i Catalogue of Life.